# Robert Zanibal
Robert Jan Franciszek Zanibal (ur. 23 października 1843 w Błogocicach, zm. 13 grudnia 1878) – nauczyciel, działacz narodowy, pisarz ludowy, krajoznawca i folklorysta.

## Życiorys
Absolwent dwuletniego seminarium nauczycielskiego (tzw. „preparandy”) w Cieszynie. Szykanowany za swe polskie przekonania, był przerzucany przez austriackie władze szkolne z miejsca na miejsce. Uczył m.in. w Końskiej nad Olzą i w Janowicach pod Łysą Górą (Beskid Morawsko-Śląski). Był aktywnym działaczem Czytelni Ludowej w Cieszynie i od 1863 animatorem ruchu dążącego do powołania polskiego, ponadwyznaniowego stowarzyszenia nauczycielskiego. Za swe narodowe przekonania został karnie przeniesiony do Galicji na teren żywiecczyzny. Tam popadł w depresję psychiczną i zmarł wskutek samobójstwa.
Był współpracownikiem „Gwiazdki Cieszyńskiej”, w której drukował niektóre teksty (m.in. “Chłopi spod Cieszyna”, “Hrabia Prażma” i “Ondraszek, dowódca zbójców. Obrazek z przeszłego wieku”). W rękopisie pozostawił powieść ludową “Panek, czyli kochanek i rywal. Prawdziwe zdarzenie spod Łysej Góry”. Zasłyszane podania, opowieści ludowe oraz wiadomości historyczne i topograficzne spisał w sześciu zeszytach, opatrzonych wspólnym tytułem “Księstwa Cieszyńskego powieści, osobliwości, lud i jego obyczaje, śpiewy itd.”. Historyczno-topograficzne zapiski Zanibala wykorzystywał w swych pracach historyk Franciszek Popiołek. Zwyczaje doroczne i obrzędy zawarte w VI zeszycie Zanibala, znajdującym się wówczas w zbiorach Andrzeja Cinciały, przedstawił Ludwik Brożek w “Zaraniu Śląskim” (z.3-4, 1931). Spisane przez Zanibala podania, opowieści ludowe oraz wiadomości historyczne i topograficzne o miejscowościach Śląska Cieszyńskiego L. Brożek opublikował dopiero w 1975 r. (częściowo) pt. „Księstwa Cieszyńskiego powieści i osobliwości” („Głos Ziemi Cieszyńskiej” nr 38–50).